# Stidham, Oklahoma
Stidham, Oklahoma (енгл. Stidham) град је у америчкој савезној држави Оклахома.

## Демографија
По попису из 2010. године број становника је 18, што је 5 (-21,7%) становника мање него 2000. године.
| Група             | 2000.      | 2010.      |
| Белци             | 12 (52,2%) | 11 (61,1%) |
| Афроамериканци    | 0 (0,0%)   | 0 (0,0%)   |
| Азијати           | 0 (0,0%)   | 0 (0,0%)   |
| Хиспаноамериканци | 0 (0,0%)   | 0 (0,0%)   |
| Укупно            | 23         | 18         |